# Агафангел (Лагувардос)
Игумен Агафангел (греч. Ηγούμενος Αγαθάγγελος в миру Агафангелос Лагувардос греч.  Αγαθάγγελος Λαγουβάρδος; 1887, Апостоли, Крит, Османская империя — 25 октября 1944, Александрия, Египет) — греческий монах, революционер и военный священник Критской православной церкви.
Будучи игуменом монастыря Превели на Крите, в годы Второй мировой войны спас от пленения несколько тысяч союзных солдат. Награждён военными орденами Греции, Великобритании, Австралии и Новой Зеландии. Фигура игумена Агафангела установлена на памятнике воздвигнутом союзниками на территории монастыря Превели.

## Биография
Агафангел Лагувардос родился в 1887 году в горном селе Апостоли, в 30 км к югу от города Ретимнон. Происходил из старинного рода с боевыми традициями.
Дед, Димитрис Лагувардос, отличился в Критском восстании 1866 года, за что генерал-майор Панос Коронеос удостоил его званием тысячника.
В последующих критских восстаниях отличились и отец Агафангела, Константин, и его дядя, Георгий.
Сам Агафангел добровольцем принял участие в Балканских войнах (1912—1913), воюя в рядах иррегулярных отрядов критян в Македонии и Эпире.

### Игумен Монастыря небесный сил бесплотных

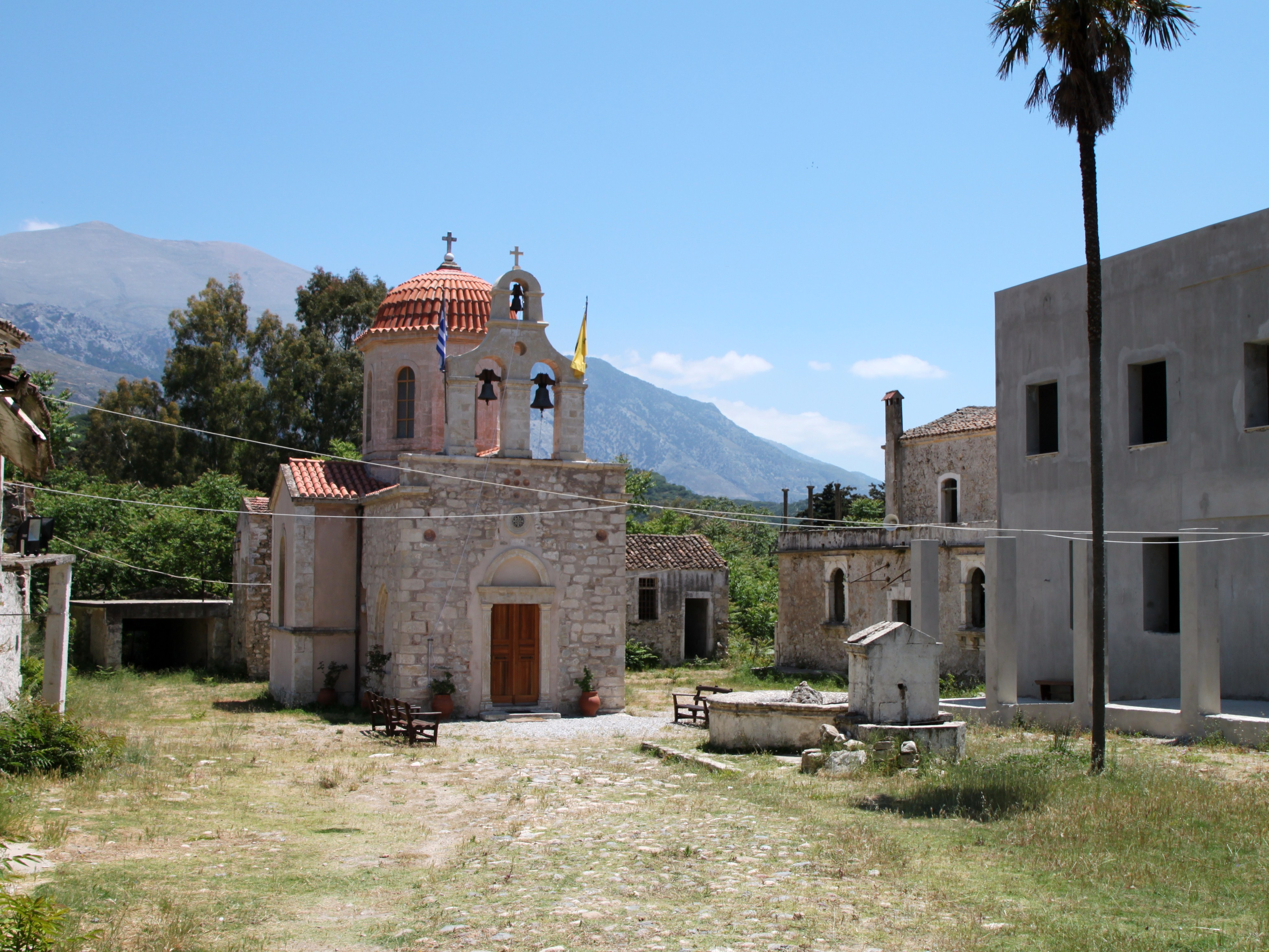
Монастырь бесплотных сил в Амари

Агафангел стал игуменом Монастыря бесплотных сил (Μονή Ασωμάτων) в Амари дважды, в периоды 1918—1921 и 1923—1927. Он отремонтировал и перестроил монастырскую церковь и, с помощью мастера Маркакиса, вернул ей прежнюю крестово-купольную форму.
Он позаботился о возделывании монастырских угодий и подписал предоставление зданий и земель для деятельности только что созданного Практического сельскохозяйственного училища. После распада монастыря, в период 1928—1933, был викарием епископии Лампи и Сфакия. В 1936 году стал игуменом монастыря Превели.

### Оккупация

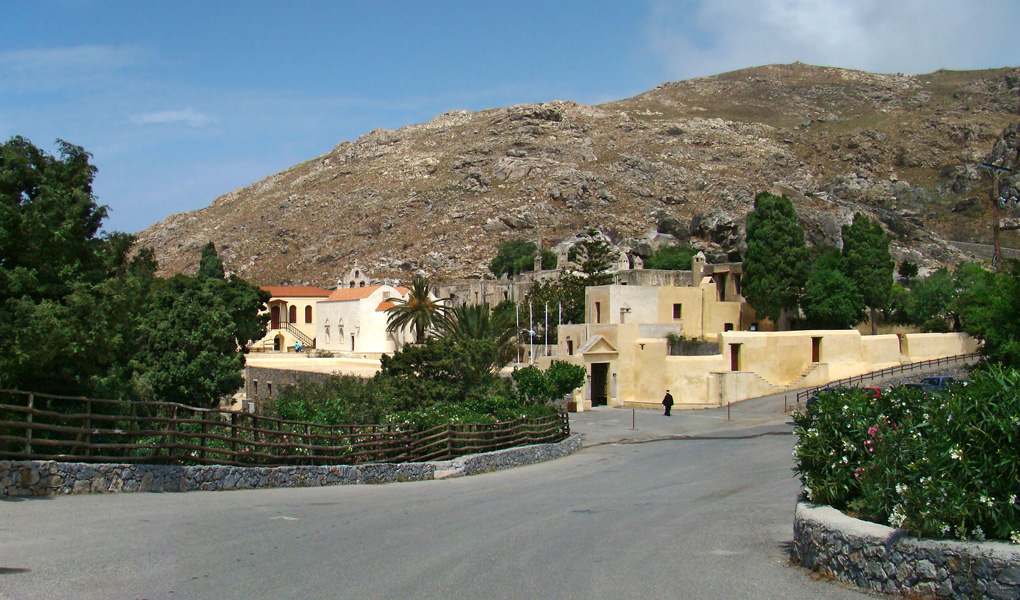
Монастырь Превели

В конце мая 1941 года, сразу после занятия Крита немцами, в монастыре Превели стали собираться разрозненные греческие, английские, австралийские и новозеландские солдаты.
Более 5 тысяч человек прошли через монастырь, были накормлены, нашли здесь ночлег, были снабжены необходимым. Солдаты Британского содружества переправлялись на подводных лодках на Ближний Восток.
Для этого были задействованы британские подводные лодки «Thrasher» и «Torbay».
Для спасения остававшихся ещё на острове союзных солдат Агафангел создал целую сеть на западе Крита.
Его деятельность вскоре стала известна немцам.
25 августа 1941 года немцы разрушили монастырь. Многие монахи были отправлены в тюрьму города Ханья.
Сам Агафангел избежал ареста и был объявлен немцами в розыск.
Агафангел скрылся в горах и продолжал руководить своей сетью. Его здоровье было подорвано, но он продолжал свою миссию. Лишь в 1942 году, когда взятая им на себя миссия была практически завершена, соратники по Сопротивлению убедили больного Агафангела покинуть Крит

### Ближний Восток
Агафангел покинул Крит и морем добрался до Александрии.
В звании капитана, он стал военным священником в греческой армии на Ближнем Востоке.
В Египте ему присягнуло эмиграционное правительство Софокла Венизелоса и первое «Правительство национального единства» Георгиоса Папандреу.
За день до своего возвращения в Грецию, освобождённую силами Народно-освободительной армии Греции, Агафангел умер при «загадочных обстоятельствах».
Не располагая достаточной и достоверной информацией, отметим только существование слухов о его ухудшихся отношениях с англичанами, в силу политики последних в греческих вопросах.

## Союзнический памятник

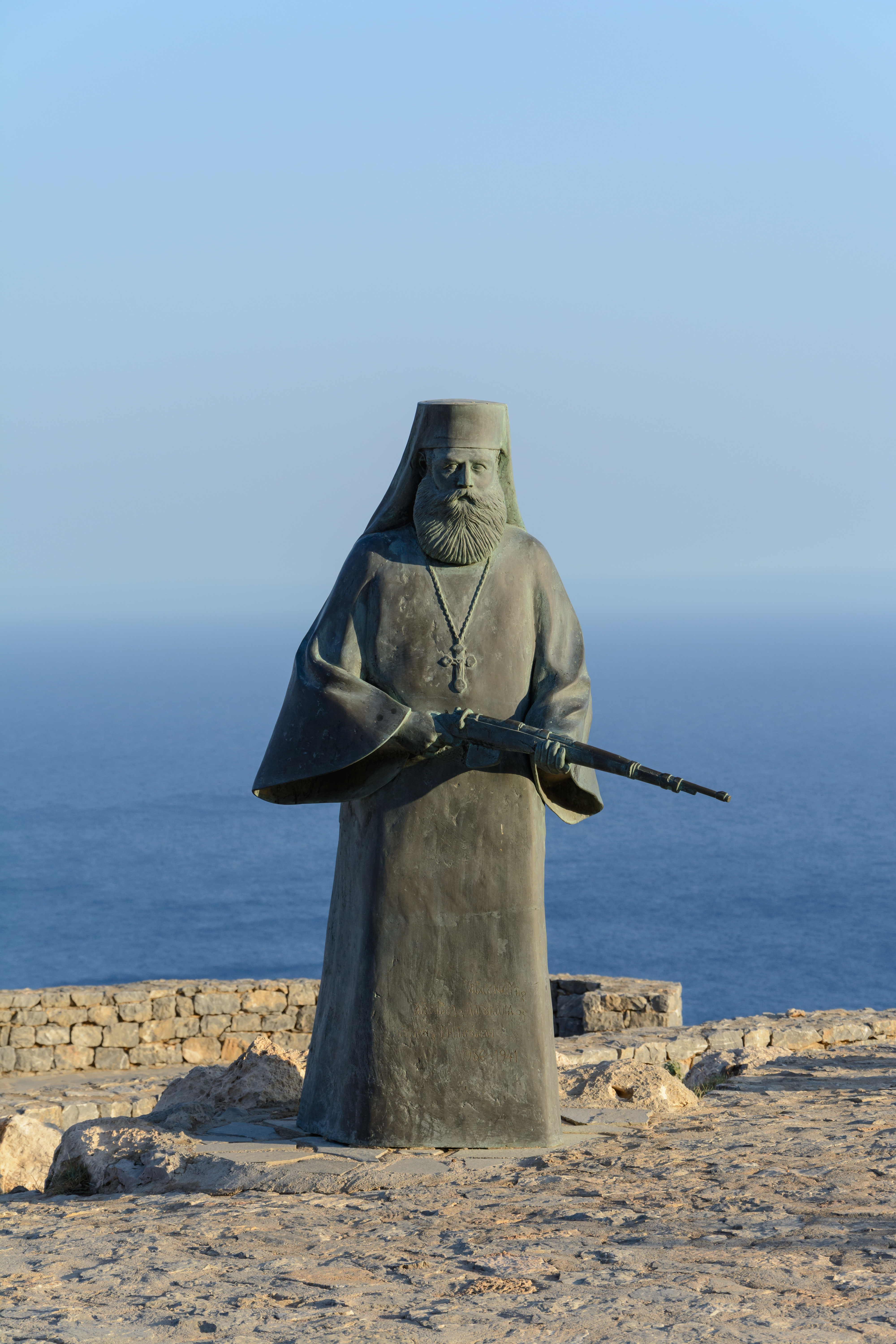
Фигура игумена Агафангела, часть межсоюзнического памятника в Превели

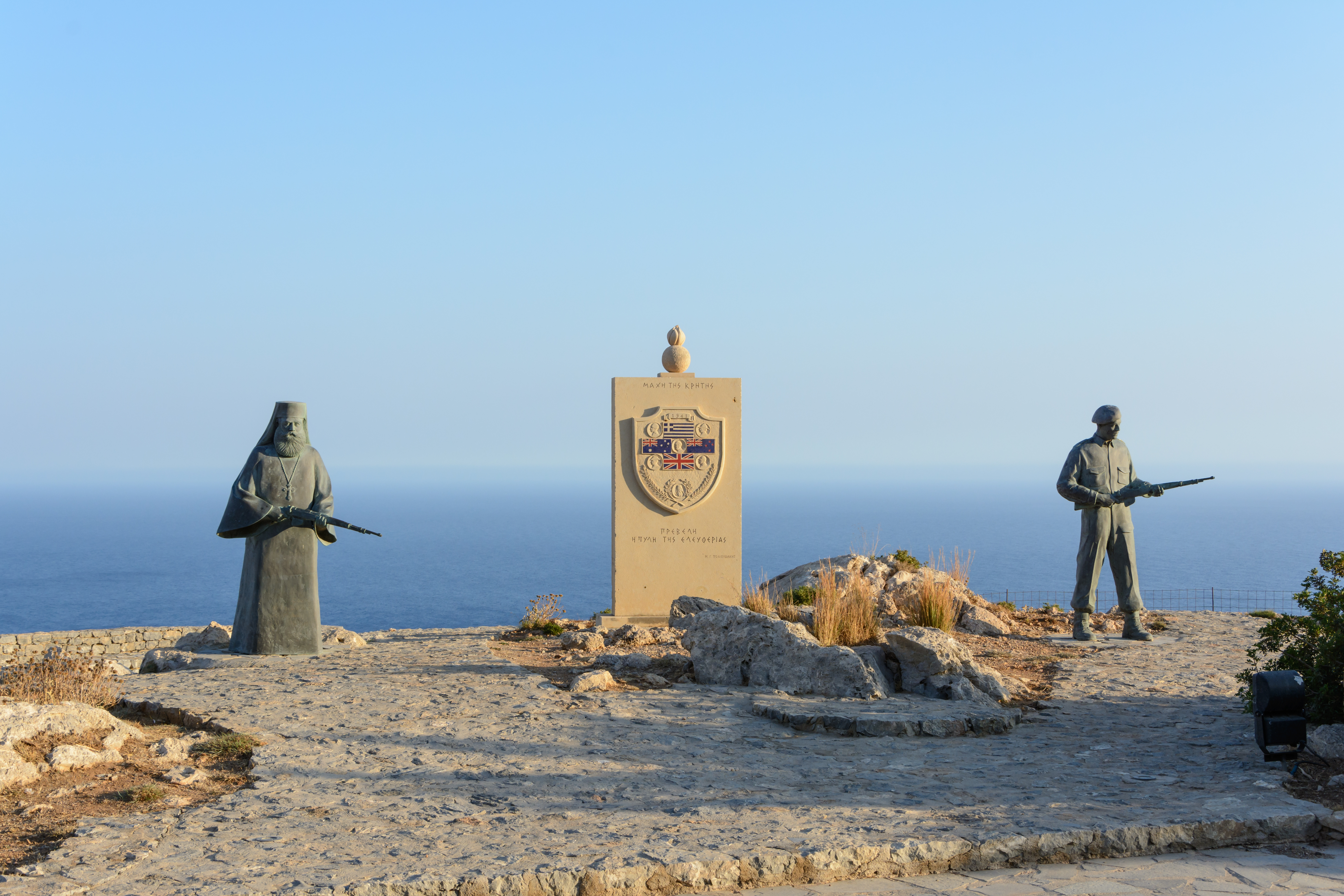
Межсоюзнический памятник в Превели

Австралийский солдат Джефф Эдвардс (Geoff Edwards) оказался в апреле 1941 года на северном склоне Олимпа, пытаясь, как он писал, оказать посильную помощь Греции, которая «несмотря на невероятное неравенство сил, написала в те месяцы ещё одну страницу в своей длинной и славной истрии».
Отступая, австралиец оказался на Крите, был взят в плен, бежал вместе с другим австралийским солдатом.
Как писал Эдвардс, «мы были побеждёнными, и жители не ожидали от нас ничего хорошего, кроме как смерть за укрытие».
Однако критяне, несмотря на угрозу для собственной жизни и жизни их близких, не нарушали свои древние традиции защиты своих гостей, тем более союзников.
С помощью сети организованной игуменом Агафангелом, австралийцы, под прикрытием отряда Михалиса Пападакиса, добрались до монастыря Превели, откуда на подводной лодке были переправлены на Ближний Восток.
G. Edwards не забыл дела своей молодости и благородное самопожертвование критян.
Он основал село Превели в Западной Австралии, построил там православную часовню Св. Иоанна Богослова и передал её греческой общине Западной Австралии.
В 1984 году он создал фонд стипендий для студентов с Крита, назвав его именем игумена Агафангела.
В последние годы своей жизни он настойчиво добивался от правительств Греции, Великобритании, Австралии и Новой Зеландии возведения межсоюзнического памятника в Превели.
Свою лепту в создание памятника внесли как Джефф Эдвардс и сотни союзных солдат ветеранов и членов семей спасённых солдат, так и сотни критян, включая также монастырь Превели.
В центре памятника установлена плита с флагами четырёх союзников. По обе стороны стоят фигура союзного солдата и фигура игумена Агафангела, вооружённого винтовкой.